# A Sexplanation
A Sexplanation es una película documental estadounidense de 2021 dirigida y protagonizada por Alex Liu, un cineasta independiente chino-estadounidense. La película de Liu lo sigue viajando por los Estados Unidos y Canadá para descubrir cómo es una buena educación sexual. La película incluye conversaciones con investigadores y educadores del Instituto Kinsey, Planned Parenthood y San Francisco Sex Information.

## Lanzamiento
A Sexplanation tuvo su estreno mundial en Cinequest Film & Creativity Festival del 20 al 30 de marzo de 2021 y ganó el premio del público a largometraje documental.
La película tuvo su estreno internacional en el Festival de Cine Inside Out LGBTQ del 27 de mayo al 6 de junio de 2021 en Toronto, donde también ganó el Premio del Público a Largometraje Documental.

## Recepción
Randy Myers de The Mercury News escribió: "Liu es una guía encantadora... Alegre y atractiva", dijo el crítico de arte de KQED Michael Fox. "A Sexplanation es un viaje por carretera irreverente, informativo y encantador... y merece ser difundido. tan ampliamente como sea posible", y Pat Mullen de POV Magazine escribió que la película era "divertida, informativa y sexualmente positiva". A Sexplanation pone descaradamente la "d" en doc."
Gary Kramer de Salon hizo una reseña de la película y dijo: "El documental inteligente, animado y reflexivo de Alex Liu sobre la educación sexual, tanto la suya en particular como la de Estados Unidos en general. El objetivo de Liu es hablar con honestidad e incluso de manera vulnerable sobre el sexo, y cubre temas que van desde la masturbación y la pornografía hasta las fantasías tabú para desmitificar el sexo y la vergüenza que a menudo se asocia con él. Es a través de sus conversaciones con sus propios padres, así como con educadores e investigadores sexuales, e incluso con un sacerdote católico, que normaliza el diálogo sobre un tema más la gente preferiría no discutir. 'A Sexplanation' es sin duda un tema de conversación, y al igual que los numerosos entrevistados, el congraciador Liu trata el tema con respeto y con una sana curiosidad, razón por la cual es tan gratificante.